# Hydroizohypsa
Hydroizohypsa je pomyslná čára neboli izolinie, označující na mapě stejnou volnou výšku podzemní vody. Běžně se uvádí v metrech nad hladinou moře. Hydroizohypsy naznačují směr proudění podzemní vody od oblastí infiltrace k oblastem drenáže podzemní vody. Spolu s dalšími hydraulickými a hydrogeologickými parametry jsou důležitou součástí hydrogeologického modelu.  V případě, kdy izolinie znázorňují úroveň napjaté hladiny podzemní vody, se jedná o hydroizopiezy.